# 第一分道駅
第一分道駅（だいいちぶんどうえき）は、台湾嘉義県阿里山郷にある阿里山森林鉄路阿里山線の駅。

## 概要
標高は1,827メートル。屏遮那駅から沼平駅（旧阿里山駅）までに4ヶ所ある最初のスイッチバック駅で、開業当初は日本語駅名の第一スイッチだった。周辺は温帯林で約100ヘクタールのベニヒおよびスギの人工林となっており、特にベニヒは木材として優良なことで知られている。

## 駅構造
上下列車交換が可能な2線をもつ地上駅。

## 利用状況
2017年の運行再開時は阿里山駅始発の週1便のクルージング列車が当駅で折り返し、祝山線祝山駅に向かう。

## 駅周辺
駅舎以外には道路とも繋がっておらず、建物はない。

## 歴史
- 1912年10月1日 - 「第一スイッチ驛（だいいちすいっち）」として開業。
- 1999年9月21日 - 921大地震で不通に。
- 2009年8月8日 - 八八水害により再度不通に。
- 2017年7月3日 - 当駅から神木駅までの区間が復旧[1][2][3][4]。

## 隣の駅
阿里山森林鉄路
■阿里山線
屏遮那駅 - 第一分道駅 - （第二分道） - 二万坪駅